# Alex Ferreira
Alex Ferreira, född den 14 augusti 1994 i Aspen, Colorado, är en amerikansk freestyleåkare.
Han tog OS-silver i herrarnas halfpipe i samband med de olympiska vinterspelen 2018. Vi de olympiska vinterspelen 2022 tog han brons i samma disciplin.